# 파피
파피(Poppy, 1995년 1월 1일 ~ )는 미국의 가수, 배우, 작곡가, 작사가, 유튜버이다. 이전 예명인 댓 파피(That Poppy)로도 알려졌다. 유튜버로 활동하면서 이름을 알리기 시작했으며, 2015년 아일랜드 레코드와 계약을 맺은 후 2016년 데뷔 EP Bubblebath를 발매하며 가수 활동도 시작했다.
2017년에는 매드 디센트(Mad Decent)와 계약을 맺고 정규 데뷔 음반 Poppy.Computer를 발매했으며, 2018년, 두 번째 음반 Am I A Girl?을 발매하였다. Am I A Girl? 에는 그녀가 초기에 발매했던 음악들과 극명한 대조를 이루는 메탈 장르의 곡이 여럿 수록되었다.
2020년에는 수메리안 레코드(Sumerian Records)와 계약을 맺고 세 번째 음반 I Disagree를 발매했다. 이 앨범은 전작의 앨범과 유사한 음악적 색을 띔과 동시에 헤비 메탈, 인더스트리얼 락 등의 장르에 속하는 곡들이 다수 수록되어 더욱 거칠게 변화한 모습을 보여준다. 또한 해당 앨범에 수록된 곡인 BLOODMONEY로는 제 63회 그래미 어워드의 최우수 메탈 퍼포먼스 상(Best Metal Performance)에 수상 후보로 노미네이트 되기도 하였는데, 이는 1990년 그래미에서 해당 카테고리가 신설된 이래로 여성 솔로 아티스트가 노미네이트된 최초의 기록이다.
연이어 2021년에는 네 번째 스튜디오 앨범인 Flux를 발매한다. 해당 앨범은 록, 그런지와 같은 장르의 곡들로 이루어져 있으며, 전작들에 비하여 비교적 정제된 사운드를 들려준다는 평을 받는다. 이에 걸맞게 가사에서도 겪어왔던 각종 사건사고들과 본인이 느껴온 진솔한 감정이 담긴 내용이 주가 된다.

## 음반 목록

### 정규 음반
- Poppy.Computer (2017)
- Am I a Girl? (2018)
- I Disagree / I Disagree (more) (2020)
- Flux (2021)
- Zig (2023)

### EP
- Bubblebath (2016)
- Poppy.Remixes (2018)
- Choke (2019)
- A Very Poppy Christmas (2020)
- EAT (NXT Soundtrack) (2021)
- Stagger (2022)

### 싱글
- Lowlife (Slushii Remix) (2015)
- This is a Dog (2015)
- I'm Poppy (2017)
- Metal (2018)
- X (Acoustic) (2018)
- Immature Couture (2018)
- Everybody Wants to be Poppy (acoustic) (2020)
- Lowlife (acoustic) (2020)
- All The Things She Said (2020)
- Mind Aide (2020)
- I Won't Be Home For Christmas (2020)
- Fear of Dying (2021)
- Her (2021)
- FYB (2022)
- Church Outfit (2023)
- Spit (2023)
- Knockoff (2023)
- Motorbike (2023)
- Hard (2023)